# Thomandersia anachoreta
Thomandersia anachoreta, manje drvo ili grm iz kišnih šuma jugozapadne Obale Slonovače i možda susjedne Liberije.